# مانويل سانشيز مارتينيز
مانويل سانشيز مارتينيز (بالإسبانية: Manuel Sanchís Martínez) (مواليد 23 مارس 1938 في البيركو في فالنسيا - 28 أكتوبر 2017)، هو لاعب كرة قدم إسباني، لعب في نادي ريال مدريد، ولعب أيضا في نادي كوندال وريال فايادوليذ وكوردوبا، وهو والد اللاعب مانويل سانشيز.
وقد كان مارتينيز عضو في فريق ريال مدريد الذي سيطر على فترة الستينات، حيث فازوا في أربع ألقاب في الدوري الإسباني، ومرة واحدة كأس ملك إسبانيا، ودوري أبطال أوروبا مرة واحدة، وقد لعب مع ريال مدريد 143 مباراة في الدوري الإسباني، وقد شارك مع منتخب إسبانيا لكرة القدم في 11 مباراة من ضمنها مباريات في كأس العالم لكرة القدم 1966.

## روابط خارجية
- مانويل سانشيز مارتينيز على موقع الاتحاد الدولي (مؤرشف)  (الإنجليزية)
- مانويل سانشيز مارتينيز على موقع الاتحاد الأوربي (الإنجليزية)
- مانويل سانشيز مارتينيز على موقع قاعدة بيانات كرة القدم.إي يو (الإنجليزية)
- مانويل سانشيز مارتينيز على موقع ناشيونال فوتبول تيمز (الإنجليزية)